# 史都華之維吉尼亞州突擊
史都華之維吉尼亞州突擊(Stuart's Virginia Raid)為美國南北戰爭期間南軍於維吉尼亞州發起的一場突擊，發生於1862年8月22日至23日。由詹姆斯‧史都華( James Maitland Stewart)帶領。

## 戰前
1862年8月中旬，北方的約翰率其維吉尼亞軍團(Army of Virginia)與南方的李將軍麾下之北維吉尼亞軍團(Army of Northern Virginia)對峙於拉帕漢諾克河(Rappahannock River)兩岸。北方的另一支軍團波多馬克軍團正趕過來支援波普，李將軍原打算渡河，不果；如今又要阻止兩支軍團的主力會師，南軍一時處於劣勢。南軍騎兵將領史都華這時毛遂自薦，打擊北軍的主要補給線，李將軍答允。

## 戰事
8月22日，史都華率1,500騎兵，帶上火炮2門，經滑鐵盧橋渡過了拉帕漢諾克河，攻向北軍右翼，進入瓦林頓(Warrenton)，告之北軍一段時間沒有駐於此地。然後南軍繼續推進至卡特萊特斯南站(Catlett's Station)，這時雷暴消除了北軍哨兵的戒心，史都華輕易俘虜他們。其中一人同意引導騎兵前往波普的帳篷，南軍於是高叫著口號衝前。北軍大都毫無防備，很快投降。一些賓州步兵也稍作抵抗，但無效。南軍俘得戰馬數百匹，另加300北軍，以及波普的一些衣物、書本和錢箱。

## 戰後
次日清晨，南軍撤離，安全返回北維吉尼亞軍團之陣營。根據他們在波普的帳篷獲得的資料，李將軍得到不少珍貴的情報，使石牆傑克森能於馬納沙斯第二度大破北軍。

## 外部連結
（页面存档备份，存于）